# Den avhuggna tummen
Den avhuggna tummen, även ibland översatt som Ingenjörens tumme, i original The Adventure of the Engineer's Thumb, är en novell av den skotske författaren Sir Arthur Conan Doyle i hans serie berättelser om detektiven Sherlock Holmes. Novellen publicerades först i Strand Magazine i mars 1892.

## Handling
Året är 1889. En ung ingenjör, Mr. Victor Hatherley, har under uppseendeväckande omständigheter fått sin ena tumme avhuggen. Han berättar sin historia för Doktor Watson, som ser om hans skada, och sedan även för Sherlock Holmes som börjar nysta i fallet.